# 신지은 (배우)
신지은(1975년 4월 14일 ~ )은 대한민국의 배우, 가수이다.

## 학력
- 계원예술고등학교 졸업
- 단국대학교 연극영화학과 학사 과정 졸업

## 출연 작품

### 드라마
| 연도   | 방송 | 제목                         | 역할      |
| ------ | ---- | ---------------------------- | --------- |
| 1993년 | SBS  | 시트콤 《오박사네 사람들》   | 미상      |
| 1998년 | SBS  | 수목드라마 《좋은걸 어떡해》 | 이세나 역 |
| 1996년 | MBC  | MBC 베스트극장 《사무관 K》  | 미상      |

### 영화
| 연도   | 제목                 | 역할      |
| ------ | -------------------- | --------- |
| 1995년 | 《돈을 갖고 튀어라》 | 피아노 역 |

### 방송 프로그램
| 연도   | 방송사 | 프로그램            |
| ------ | ------ | ------------------- |
| 1996년 | SBS    | 《열려라 삐삐창고》 |

### 광고
| 연도   | 광고주         | 브랜드               | 비고               |
| ------ | -------------- | -------------------- | ------------------ |
| 1993년 | 크라운제과     | 초코하임             | 전도연과 함께 출연 |
| 1994년 | 크라운제과     | 뽀또                 | 김태욱과 함께 출연 |
| 1994년 | 삼성물산       | 카운트다운           |                    |
| 2005년 | 옥시레킷벤키저 | 옥시싹싹 곰팡이 제거 |                    |

## 음반
- 1집 음반 《내가 아는 세상에서》 (1994년 3월 1일)

1. 내가 아는 세상에서 (타이틀곡)
2. 헛된 꿈
3. 사랑하지 않아도
4. 혼자 남은 사랑
5. 외면
6. 네가 보고 싶을 땐
7. 사랑한 만큼 흘린 눈물
8. 내가 아는 세상에서 (Inst.)

- 2집 음반 《언니 화이팅!》 (1995년 5월 1일)

1. 언니 화이팅! (타이틀곡)
2. 깊은 슬픔 (후속곡)
3. 난 너에게
4. 또 말해줘
5. 그땐 정말
6. 그래, 난 너를
7. 이후로
8. 이렇게 시작해
9. 언니 화이팅! (Inst.)